# Hidden Track
Ein Hidden Track (engl. für „versteckter Titel“), auch Ghosttrack (engl. für „Geistertitel“), ist ein Titel auf einem Tonträger (Musikkassette, Schallplatte, Audio-CD), der nicht auf dem Cover aufgeführt ist und zudem so platziert ist, dass er nicht sofort entdeckt wird. Als Vorgänger können mit Musik, Geräuschen oder Sprache versehene Auslaufrillen von Schallplatten angesehen werden.

## Methoden

### Track verleugnen
Ein Track, der auf dem Tonträger vorhanden ist (typischerweise am Ende), aber in der Begleitdokumentation (Einleger, Booklet) verschwiegen wird. Es liegt in der Natur der Sache, dass die Existenz des Hidden Tracks auch bei den folgenden Methoden verschwiegen wird.

### Lange Pausen
Auf einer Audio-CD ist es möglich, einen Titel mit einer langen Pause zu versehen, auf die der Hidden Track folgt. Meist geschieht dies beim letzten Track. Ein Beispiel ist das Album Nevermind von Nirvana. Dort folgen nach dem Ende des letzten Stücks rund zehn Minuten Stille, bevor die instrumentale Improvisation Endless, Nameless beginnt. Auch werden häufig nach dem letzten offiziellen Track einige kurze 4-sekündige Tracks zwischengespeichert, bevor dann als letzter Track der Hiddentrack folgt.

### Pregap
Beim Abspielen einer CD beginnen CD-Spieler grundsätzlich mit Titel 1. Es besteht jedoch die Möglichkeit, einen gewöhnlichen Titel innerhalb des sogenannten Pregaps zu speichern. Er kann gehört werden, indem man beim Start der CD vor den ersten Track zurückspult. Dieser Titel wird als Null-Track bezeichnet, das Verfahren als Hidden Track One Audio (HTOA). Mit manchen Geräten ist die Wiedergabe nicht möglich. Der sogenannte Pregap wird auch als „Minusbereich“ einer CD bezeichnet. Ein Beispiel ist der Song Lady auf dem Album 13 der Die Ärzte.

### Index-0-Lücke
Vor einem Titel einer Audio-CD befinden sich in der Regel einige Sekunden Stille, die als Index 0 im CD-Spieler angezeigt, allerdings nur beim kontinuierlichen Hören der CD abgespielt werden. Üblicherweise sind diese Pausen nicht länger als ein bis zwei Sekunden, jedoch ist es technisch auch möglich, die Pausen mit vollständigen Liedern zu füllen. Befindet sich der Hidden Track beispielsweise im Index 0 des Tracks 7, so wird der versteckte Song abgespielt, nachdem Track 6 beendet ist; einzeln lässt sich dieser Hidden Track jedoch nicht anwählen, da der CD-Player in diesem Fall direkt mit dem Index 1 beginnt.

### Endlosrille
Bei Schallplatten kann Audiomaterial in der Auslaufrille oder der konzentrischen Endlosrille am Ende einer Schallplattenseite vorhanden sein. Übliche Schallplattenspieler haben eine Abschaltautomatik und beenden daher die Wiedergabe, bevor die Endlosrille wiedergegeben wird. Naturgemäß ist die Dauer auf die einer Umdrehung (1,8 bzw. 1,33 sec bei den üblichen Drehzahlen von 33 1⁄3 bzw. 45 pro Minute) der Schallplatte begrenzt.

### Datentrack
Datentracks einer Enhanced CD können Audiomaterial enthalten. Wird auf CD oder Booklet nicht auf das zusätzliche Datenmaterial auf der CD hingewiesen, ist der Track prinzipiell „versteckt“. Beispielsweise enthält das Album Mechanical Animals von Marilyn Manson einen so im Datentrack versteckten Song, der nur gefunden wird, wenn man die CD im Rechner einlegt.

## Geschichte
Obwohl der Begriff Hidden Track erst nach Einführung der Audio-CD Anfang der 1980er Jahre geprägt wurde, gab es schon zuvor – wenn auch deutlich begrenzte – Möglichkeiten, Musik oder andere Klänge auf Tonträgern so zu platzieren, dass sie nur schwer zu finden sind. Schon auf Schellackplatten wurden gelegentlich Töne oder Sprachbeiträge in die Auslaufrille der Platte gepresst. Ein bekanntes Beispiel dafür ist das Album Sgt. Pepper’s Lonely Hearts Club Band der Beatles. Sie komponierten eine experimentelle Klangcollage, die beim Abspielen der Auslaufrille dieser LP erklingt. Einige Tonträger enthalten – angeblich oder tatsächlich – Rückwärtsbotschaften. Bei Vinyl-Schallplatten wurden auch zusätzliche Rillen geprägt, wobei der Anfang der versteckten Rille manchmal erst nach dem Einlauf begann und sehr schwer zu treffen war.

## Liste von Alben mit Hidden Tracks
| Interpret                | Album                                      | Erschienen | Methode                                      | Titel (sofern bekannt; mit Quelle) | Bemerkungen |
| ------------------------ | ------------------------------------------ | ---------- | -------------------------------------------- | --- | --- |
| 2raumwohnung             | In wirklich                                | 2002       | lange Pause                                  | — | nach Titel 11 Wir erinnern uns nicht Pause bis 8:30 min |
| Alanis Morissette        | Jagged Little Pill                         | 1995       | verleugneter Track, lange Pause              | nicht gelisteter Track 13 enthält die Alternativversion You Oughta Know (The Jimmy The Saint Blend), gefolgt von dem A-cappella-Lied Your House | |
| Die Ärzte                | Das ist nicht die ganze Wahrheit…          | 1988       | verleugneter Track                           | oft betitelt als Schwanz ab, auch bekannt als Feminin                                                                                           | |
| Die Ärzte                | 13                                         | 1998       | Pregap                                       | Lady | nur durch Zurückspulen vor dem ersten Track der CD-Version hörbar |
| Die Ärzte                | Geräusch                                   | 2003       | Pregap                                       | Hände innen | nur durch Zurückspulen vor dem ersten Track bei Schwarzes Geräusch der CD-Version hörbar |
| Arcturus                 | La Masquerade Infernale                    | 1997       | Pregap                                       | | nur durch Zurückspulen vor dem ersten Track der CD-Version hörbar. Englischsprachige Notiz auf der Innenseite der Einlage unter dem CD-Halter: „Versteckte Audioinformationen können gefunden werden, wenn man sie sucht.“ |
| Azad                     | Leben                                      | 2001       |                                              | Therapie (feat. Kool Savas) | |
| The Beatles              | Sgt. Pepper’s Lonely Hearts Club Band      | 1967       | Endlosrille                                  | Sgt. Pepper’s Inner Groove | |
| The Beatles              | Abbey Road                                 | 1969       | lange Pause                                  | Her Majesty | |
| Blokkmonsta              | Doom Rap                                   | 2012       | lange Pause                                  | | nach Titel 20 Doom Rap (Ultimatum) ab 12:52, Hommage an Blokkmonstas damalige Freundin, nur auf den CDs aus dem Hirntot-Shop |
| Bushido, Shindy          | Cla$$ic                                    | 2015       | lange Pause, verleugneter Track              | | knapp 40 Sekunden nach Titel 16 (Ist nicht alles) ist ein von Money Boy und Hustensaft Jüngling performter Hidden Track zu hören (nur auf der Deluxe-Version des Albums) |
| Callejon                 | Zombieactionhauptquartier                  | 2008       | lange Pause                                  | In dunklen Wassern brennt ein Licht | nach Titel 13 Porn from Spain ab 10:18 min |
| Callejon                 | Blitzkreuz                                 | 2012       | lange Pause                                  | Klangfarbe Schwarz | nach Titel 11 Kind im Nebel ab 11:34 min |
| China Drum               | Goosefair                                  | 1996       | lange Pause                                  | Better Than Me | nach Titel 14 Better Than Me ab 30:43 min |
| Circus of Fools          | REX                                        | 2018       | verleugneter Track                           | In den Metadaten als From French till Core angegeben.                                                                                           | |
| Coldplay                 | Parachutes                                 | 2000       | lange Pause                                  | Life Is For Living | nach Titel 10 Everything's Not Lost ab 5:37 min |
| Coldplay                 | X&Y                                        | 2005       | verleugneter Track                           | Til Kingdom Come | der Titel war ursprünglich für eine Zusammenarbeit mit Johnny Cash geplant, nach dessen Tod wurde der Song als Hidden Track veröffentlicht |
| Coldplay                 | Viva la Vida or Death and All His Friends  | 2008       | lange Pause                                  | Chinese Sleep Chant | nach Titel 6 Yes ab 4:03 min |
| Coldplay                 | Viva la Vida or Death and All His Friends  | 2008       | lange Pause                                  | The Escapist | nach Titel 10 Death And All His Friends ab 3:31 min |
| Coldplay                 | Ghost Stories                              | 2014       |                                              | Fly On | der 9. Titel O beginnt mit dem Song Fly On (0:00–3:54) und endet mit O (6:18–7:47 min) |
| Coldplay                 | A Head Full Of Dreams                      | 2015       | lange Pause                                  | X Marks The Spot | nach Titel 8 Army Of One ab 3:22 min |
| D12                      | Devils Night                               | 2001       | verleugneter Track                           | Girls | Solosong von Eminem; Disstrack gegen Limp Bizkit und Everlast |
| Deee-Lite                | Dewdrops In The Garden                     | 1994       | lange Pausen                                 | Bring Me Your Love | nach Titel 16 What Is This Music? |
| Disturbed                | Asylum                                     | 2010       | lange Pause                                  | ISHFWILF (I Still Haven’t Found What I’m Looking For)                                                                                           | nach Titel 12 Innocence |
| Die Toten Hosen          | Kauf mich!                                 | 1993       | lange Pause                                  | Der letzte Tag | nach Titel 16 Katastrophen-Kommando |
| Dune                     | Dune                                       | 1995       | lange Pause                                  | | nach Titel 13 ab 10:04 min Instrumental mit Radio-Rauschen wie Mittelwellenstörungen, 1 Minute |
| Eminem                   | Recovery                                   | 2010       | verleugneter Track                           | Untitled | |
| Eva Runkel               | Detektiv Conan – Der Offizielle Soundtrack | 2006       | Pregap                                       | Die Liebe Kann Nicht Warten | |
| Falco                    | Out of the Dark (Into the Light)           | 1998       | lange Pause                                  | Geld / Matth. XI, 15 | nach Titel 9 Naked (Full Frontal Version) |
| Farin Urlaub             | Am Ende der Sonne                          | 2005       | verleugneter Track, Pregap                   | Noch einmal | nur durch Zurückspulen vor dem ersten Track der CD-Version hörbar, laut dem FAQ von Farin Urlaub heißt dieser Track Dieter |
| Fewjar                   | Gamma                                      | 2018       | verleugneter Track                           | Don't Tell A Weird Weakling | Im Rahmen des „Liquiescent Project“ entstanden, das auf Konflikte im Zusammenhang mit sexueller Identität aufmerksam macht. |
| Frei.Wild                | Rivalen & Rebellen                         | 2018       | lange Pause                                  | Verbotene Liebe, verbotener Kuss | |
| Freundeskreis            | Esperanto                                  | 1999       | lange Pause                                  | Halt Dich an Deiner Liebe fest (Hidden Track)                                                                                                   | Nach Track 18 Kore Salutas / Outro + |
| G. Love                  | Lemonade                                   | 2006       | lange Pausen                                 | Sneakster | nach Titel 14 Still Hangin' Around |
| Thomas Godoj             | Männer sind so                             | 2013       | lange Pause                                  | Wenn du tanzt | nach Titel 12 Männer sind so |
| Guano Apes               | Proud like a god                           | 1997       | verleugneter Track / Neuauflage: Lange Pause | Move a little closer | nach Tittel 12 folgen mit Titel 13 bis 17 4 sekündige Tracks. Titel 18 ist der Hiddentrack / Neuauflage hat Lange Pause. Nach 11:17 folgt der Track im 12 Titel |
| Guano Apes               | Bel Air                                    | 2011       | lange Pause, verleugneter Track              | Running out the darkness | Titel 10 folgt 20 Sekunden Pause, bis bei ca. 3:46 der Hiddentrack beginnt. Auch auf Limited Edition vor den Bonus-Songs im zehnten Titel. Auf Goldedition ist der Hidden Track kein Hiddentrack mehr. |
| Herbert Grönemeyer       | Mensch                                     | 2002       | lange Pause                                  | im Internet häufig als Falling zu finden | gesungen von Grönemeyers Sohn Felix |
| Herbert Grönemeyer       | Schiffsverkehr                             | 2011       | lange Pause                                  | | nach Titel 11 So wie ich |
| H-Blockx                 | Discover my soul                           | 1996       | verleugneter Track; lange Pause              | Prelude (Instrumental) | 13 Titel sind gelistet. Auf der CD befinden sich 14 Tracks. Track 14 hat 10 Minuten Stille, bis der Hiddentrack beginnt. |
| H-Blockx                 | Fly Eyes                                   | 1998       | verleugneter Track; lange Pause              | It is | Titel 15: Nach 3 Minuten bei 7:24 beginnt der Hiddentrack |
| Hurts                    | Happiness                                  | 2010       | lange Pause                                  | Verona | |
| Jeanette Biedermann      | Rock My Life                               | 2002       | lange Pause                                  | So Deep Inside | Auf der Gold Edition, nach Titel 18, Pause bis 6:03 |
| Kool Savas               | Die John Bello Story                       | 2005       | lange Pause                                  | | Nach Titel 29 Das Urteil, ab 8:02 min |
| Linkin Park              | Hybrid Theory                              | 1999       | lange Pause                                  | Ambient bzw. Secret, Demo von Session | nach Part of Me werden die letzten Sekunden des Lieds für etwa sieben Minuten wiederholt, der Effekt einer kaputten Schallplatte entsteht. Ambient ist eine Demo von Session auf dem Linkin-Park-Album Meteora. |
| Lamb                     | Fear of Fours                              | 1999       | Pregap                                       | Variante des Songs Lullaby | |
| Leona Lewis              | Echo                                       | 2009       | lange Pause                                  | Stoneheart | nach Titel 13 Lost then Found ab 7:07 min |
| Majoe                    | Breiter als der Türsteher                  | 2014       | verleugneter Track                           | — | nach Titel 22 Teil der Bewegung (feat. Euch Alle) |
| Marque                   | Transparent                                | 2004       | lange Pause                                  | Lay Me Down | nach Titel 13 Rose Without A Thorn ab 9:47 min: Ist nicht ganz versteckt, da auf dem Cover der letzte Titel mit über 13 Minuten Spielzeit angegeben wird |
| Mika                     | Life in Cartoon Motion                     | 2007       | lange Pause                                  | Over my Shoulder | nach Titel 10 Happy Ending ab 5:35 min |
| Monster Magnet           | Dopes to Infinity                          | 1995       | lange Pause                                  | Forbidden Planet | |
| Marilyn Manson           | Antichrist Superstar                       | 1996       | lange Pause                                  | Untitled | 17–98 sind leere, 4 Sekunden lange Tracks |
| My Chemical Romance      | The Black Parade                           | 2006       | verleugneter Track, lange Pause              | Blood | |
| Nena                     | Chokmah                                    | 2001       | verleugneter Track, lange Pause              | Ich habs geahnt oder auch Ich brauch' dich nicht                                                                                                | nach Titel 14 Carpe Diem (Söhne Mannheims Dancehall Mix), der ebenfalls nicht auf dem Cover aufgeführt ist. |
| The New Power Generation | Newpower Soul                              | 1998       | lange Pause                                  | Wasted Kisses | nach Titel 10 (Eye Like) Funky Music als Titel 49 |
| Nirvana                  | Nevermind                                  | 1991       | lange Pause                                  | Endless, Nameless | nach Titel 12 ab 13:50 min |
| Nirvana                  | In Utero                                   | 1993       | lange Pause                                  | Gallons of Rubbing Alcohol Flow Through the Strip                                                                                               | nach Titel 12 ab 24:00 min |
| The Offspring            | Americana                                  | 1998       | verleugneter Track, lange Pause              | Pretty Fly (for a White Guy) (Reprise) | nach Titel 13 ab 9:16 min |
| One Ok Rock              | 35xxxv                                     | 2015       | lange Pause                                  | Geru Geru Ba~n | nach Titel 13 Fight the Night Pause bis 10:25 min |
| Oomph!                   | Wahrheit oder Pflicht                      | 2004       | lange Pause                                  | I’m Going Down | nach Titel 12 Im Licht. |
| Papa Roach               | Infest                                     | 2000       | lange Pause                                  | Tightrope | nach Titel 11 Thrown Away ab 4:58 min: Ist nicht ganz versteckt, da auf dem Cover der letzte Titel mit über 9 Minuten Spielzeit angegeben wird |
| Pearl Jam                | Ten                                        | 1991       | lange Pause                                  | Master/Slave | |
| Pet Shop Boys            | Very                                       | 1993       | lange Pause                                  | Postscript (I Believe in Ecstasy) | |
| Prince                   | Rave Un2 the Joy Fantastic                 | 1999       | lange Pause                                  | Prettyman | integriert in Titel 16 Wherever U Go, Whatever U Do |
| Prince                   | Rave In2 the Joy Fantastic                 | 2001       | verleugneter Track                           | Prettyman | |
| Prince                   | 20Ten                                      | 2010       | lange Pause                                  | Laydown | nach Titel 9 Everybody Loves Me als Titel 77 |
| Queen                    | Made in Heaven                             | 1995       | verleugnete Tracks                           | Track 12, bekannt als Yeah, ein Sample des Queen-Titels Action This Day; Instrumentalstück, bekannt als Track 13.                               | |
| Queens of the Stone Age  | Songs for the Deaf                         | 2002       | Pregap                                       | The Real Song for the Deaf | |
| Rage Against the Machine | Renegades                                  | 2000       | verleugnete Tracks                           | In der Neuauflage mit einem grün-schwarzen Cover befinden sich zwei Live-Aufnahmen von Kick out the Jams und How I Could Just Kill a Man        | |
| Rammstein                | Mutter (japanische Edition)                | 2001       | lange Pause, verleugneter Track              | Hallelujah | nach Titel 11 Nebel ab 6:54 |
| Rammstein                | Reise, Reise                               | 2004       | verleugneter Track, Pregap                   | – | Flugrekorder-Aufnahme des Absturzes von Japan-Airlines-Flug 123 |
| Reinhard Mey             | Bunter Hund                                | 2007       | verleugneter Track, lange Pause              | Le temps de cerises | |
| Robbie Williams          | Swing When You’re Winning                  | 2001       | lange Pause                                  | — | nach Titel 15 Beyond the Sea, Outtakes der Aufnahmesitzung im Tonstudio |
| Seeed                    | New Dubby Conquerors                       | 2001       | lange Pause                                  | Miss Understanding | |
| Seeed                    | Music Monks                                | 2003       | lange Pause                                  | Fire In The Morning (Alternative Version) | |
| Sick of It All           | Built to Last                              | 1997       | lange Pause                                  | Culo Cagado (inoffizieller Titel) | nach Titel 14 Jungle ab 7:00; während der langen Pause sagt ab 5:54 eine Stimme den Satz „Ah c'mon, hurry up, ya old hag“ (Sinngemäß: „Ach komm schon, beeil dich, du alte Hexe“), was das Konzept der langen Pause persifliert |
| Silke Bischoff           | To Protect and to Serve                    | 1995       | lange Pause                                  | Untitled bzw. Leave it all behind | nach Titel 10 Silke's Calling des Albums folgt eine lange Pause mit entferntem Läuten von Kirchenglocken, danach der unplugged Track Untitled bzw. Leave it all behind |
| Slipknot                 | Slipknot                                   | 1999       | lange Pause                                  | Eeyore | nach einer langen Pause in Scissors folgt erst eine Aufnahme, in der man vermutlich die Bandmitglieder undeutlich miteinander sprechen hört. Danach folgt der Track Eeyore |
| Slipknot                 | .5: The Gray Chapter (Deluxe-Edition)      | 2014       | lange Pause                                  | -Talk- und -Funny- | -Talk- und -Funny- folgen nach einer zweiminütigen Stille (-Silent-) |
| Smashing Pumpkins        | Gish                                       | 1991       | lange Pause                                  | I’m Going Crazy | |
| Social Distortion        | White Light, White Heat, White Trash       | 1996       | verleugneter Track                           | Under My Thumb | Coverversion von The Rolling Stones |
| Sylver                   | Chances                                    | 2001       | lange Pause                                  | Remixes von Turn the Tide und Skin | im zehnten Titel folgt nach zweiminütiger Pause bei 6:24 der Hidden Track |
| Sylver                   | Little Things                              | 2003       | verleugneter Track; lange Pause              | Turn the Tide (französisch) | nach Titel 10 folgen mit Titel 11 bis 19 viersekündige Tracks. Track 20 ist der Hidden Track |
| System of a Down         | Toxicity                                   | 2001       | lange Pause                                  | Arto | |
| Take That                | Progress                                   | 2010       | lange Pause                                  | Flowerbed | nach Titel 10 Eight Letters |
| Take That                | The Circus                                 | 2008       | lange Pause                                  | – | nach Titel 11 Hold Up A Light |
| Unheilig                 | Phosphor                                   | 2001       | lange Pause                                  | Untitled (laut Wikipedia 1 Min. Länge) | nach Titel 12 Stark (die Pause ist je nach CD unterschiedlich) |
| Various Artists          | Songs in the Key of X                      | 1996       | Pregap                                       | Time Jesum Transeuntum Et Non Rivertentum von Nick Cave and the Dirty Three (6:22 min) & The X-Files Remix von Dirty Three (2:42 min)           | nur durch Zurückspulen vor dem ersten Track der CD-Version hörbar. Eine englischsprachige Notiz ist im Booklet zu finden: NICK CAVE AND THE DIRTY THREE would like you to know that 0 is also a number (deutsch: Nick Cave und die Dirty Three möchten Sie wissen lassen, dass die 0 auch eine Nummer ist). Time Jesum Transeuntum Et Non Rivertentum beginnt bei -09:00 min und The X-Files Remix bei -02:45 min. |
| Various Artists          | The X-Files Movie Album                    | 1998       | lange Pause                                  | Hear the truth revealed at 10:13 (deutsch: Hören Sie die Wahrheit enthüllt bei Minute 10:13)                                                    | Chris Carter erklärt die Serienmythologie 10 Minuten und 13 Sekunden nach dem letzten Titel The X-Files Theme-Remix von The Dust Brothers. |
| Weekend                  | Musik für die, die nicht so gerne denken   | 2015       | lange Pause                                  | — | nach Titel 14 Besser glauben (feat. Pimf) Pause bis 8:30 min |
| Wise Guys                | Klartext                                   | 2003       | lange Pause                                  | „The King of The Road“; „5-stimmiger Kanon für 2 bis 3 multiple Persönlichkeiten“                                                               | Nach dem letzten Titel der CD finden sich gleich zwei Hidden Tracks, darunter „King of the Road“, live aufgenommen an der Autobahnraststätte Soesterborde. |
| Xatar                    | Alles oder nix                             | 2008       | lange Pause                                  | Kurdistan (feat. Serhado) | nach Titel 17 Kanaken Pause bis 2:20 min |
| Xavas                    | Gespaltene Persönlichkeit                  | 2012       | lange Pause                                  | Wo sind sie jetzt | nach Titel 15 Lied vom Leben Pause bis 0:40 min |